# Territori sotto controllo armeno intorno al Nagorno Karabakh
| 1. Kalbajar 2. Lachin 3. Qubadli 4. Zangilan | 5. Jabrayil 6. Fuzuli 7. Agdam |

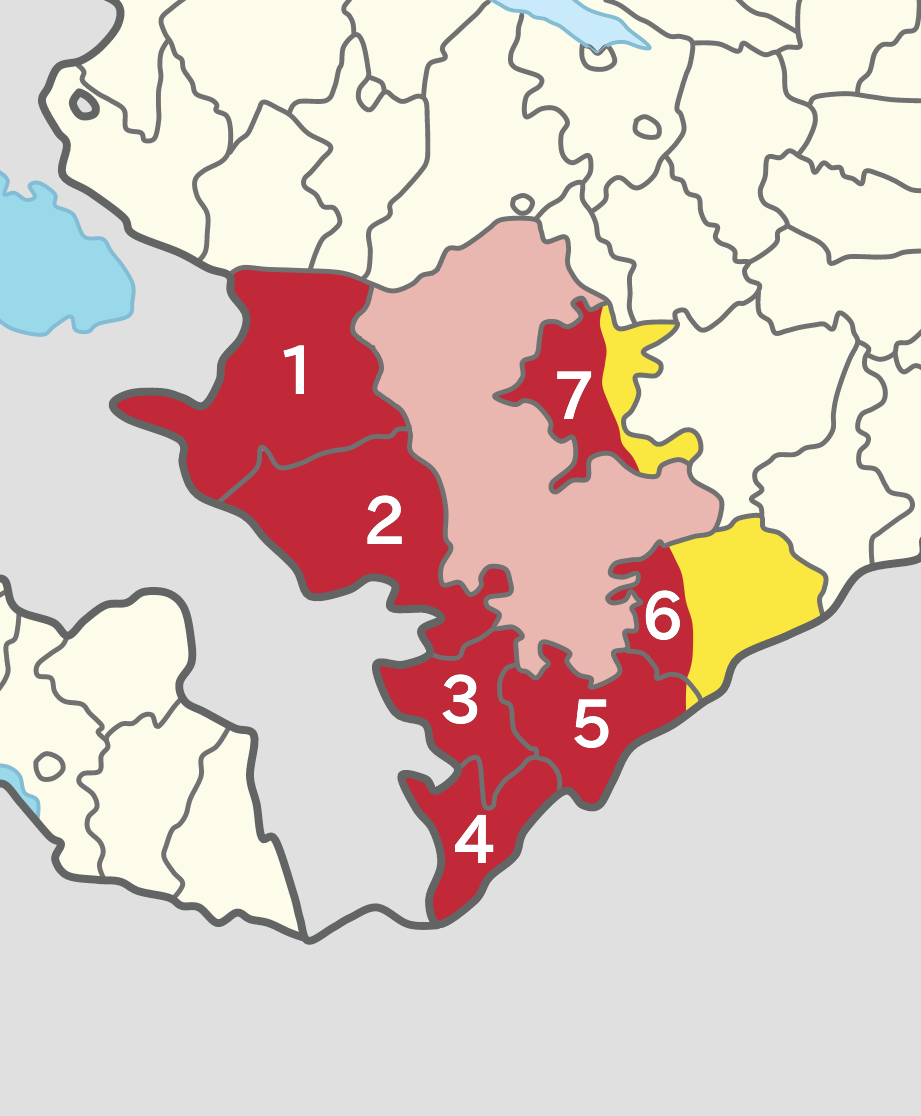
Mappa dei distretti occupati prima della guerra del 2020, dove l'ex Nagorno Karabakh è raffigurato in rosa e il territorio azero pre-2020 in giallo.

I territori sotto controllo armeno intorno al Nagorno Karabakh erano le aree dell'Azerbaigian poste al di fuori dell'ex Oblast' Autonoma del Nagorno-Karabakh che furono occupate dalle forze militari armene dell'autoproclamata Repubblica dell'Artsakh (allora chiamata Repubblica del Nagorno-Karabakh) con il sostegno militare dell'Armenia, dalla fine della prima guerra del Nagorno Karabakh (1988-1994) fino al 2020, quando i territori furono restituiti al controllo azero o con la forza militare o ceduti in conformità all'accordo di cessate il fuoco del 2020 (ad eccezione del corridoio di Laçın). In Armenia e nell'Artsakh, questi territori erano spesso indicati come la "cintura di sicurezza" (in armeno անվտանգության գոտի?) o come i "territori liberati" (in armeno ազատագրված տարածքներ?). Successivamente questi territori vennero inclusi de facto dall'autorità dalla Repubblica dell'Artsakh nella sua struttura amministrativo-territoriale..

## Generalità
A differenza dell'Oblast' Autonoma del Nagorno-Karabakh, la popolazione di tutti i distretti adiacenti occupati dagli armeni era a maggioranza azera fino alla loro deportazione dai distretti durante la prima guerra del Nagorno-Karabakh.
Il Consiglio di sicurezza delle Nazioni Unite ha adottato quattro risoluzioni durante la prima guerra del Nagorno-Karabakh chiedendo il ritiro di tutte le forze di occupazione dai territori circostanti il Nagorno Karabakh. Nel 2008, l'Assemblea generale delle Nazioni Unite ha approvato la risoluzione 62/243, chiedendo il ritiro di tutte le forze armene da tutti i territori occupati dell'Azerbaigian, sebbene i copresidenti del Gruppo OSCE di Minsk, Russia, Francia e Stati Uniti, abbiano votato contro di essa.
Sulla scia della seconda guerra del Nagorno Karabakh del 2020, le forze armene persero il controllo dei distretti di Fuzuli, Jabrayil, Zangilan e Qubadli e l'Armenia accettò di ritirare le sue forze dai distretti di Agdam, Kalbajar e Lachin, restituendole al controllo azero, rispettivamente entro il 20 novembre, il 25 novembre e il 1º dicembre 2020. Questo accordo è stato codificato in un accordo di cessate il fuoco mediato dalla Russia e applicato dalle forze di pace russe con un mandato iniziale di 5 anni. Come parte di questo accordo, le forze di pace russe sono schierate nel corridoio di Laçın che collega l'Armenia alle aree del Nagorno-Karabakh che rimangono sotto il controllo armeno.

## Storia
All'inizio del conflitto del Karabakh del 1991-1994, l'Oblast' Autonoma del Nagorno Karabakh, a maggioranza armena, era circondata da regioni a maggioranza azera e non aveva confini terrestri con l'Armenia.
- Il 18 maggio 1992, le forze armene occuparono Laçın, aprendo il corridoio di Laçın per le comunicazioni via terra tra il Nagorno Karabakh e l'Armenia. Una forte offensiva da parte delle forze armene si verificò nel 1993, con la conseguente messa in sicurezza di ulteriore territorio che fungesse da "zona di sicurezza".
- Il 27 marzo 1993, le forze armene lanciarono un'offensiva a Kalbajar e il 5 aprile occuparono completamente l'area del distretto di Kalbajar, creando un forte legame tra il Nagorno Karabakh e l'Armenia e allontanando dal corridoio di Laçın la minaccia di un attacco da nord.
- Il 23 luglio 1993, dopo 40 giorni di combattimenti, ufficialmente conosciuti in Armenia come la "soppressione delle postazioni di tiro nemiche", Ağdam fu occupata. Poi seguì un attacco nel sud:
- 22 agosto 1993 – Fuzuli fu occupata.
- 25 agosto 1993 – Jabrayil fu occupata.
- 31 agosto 1993 – Qubadli fu occupata.
- 29 ottobre 1993 – Zangilan fu occupata.

Da allora fino alla guerra del 2020, gli armeni ebbero il controllo della maggior parte del territorio dell'ex Oblast' Autonoma del Nagorno-Karabakh, con l'Azerbaigian che controllava parti del Martuni orientale e del Mardakert orientale. Inoltre, da quel momento e fino al 2020, gli armeni occuparono tutto il territorio tra l'ex NKAO e l'Iran, nonché tutto il territorio tra l'ex NKAO e l'Armenia e alcune aree ad est che circondavano Agdam. Anche il Nagorno-Karabakh rivendicava, ma non controllava, la regione conosciuta fino al 1992 come Shahumian, che sebbene fosse a maggioranza armena prima del 1992, non faceva parte dell'Oblast'. La popolazione armena di Shahumian era stata scacciata durante la guerra e le forze armene e azere fino al 2020 erano separate sul fronte settentrionale dalla catena montuosa del Murovdag.
Dal 1994, Armenia e Azerbaigian tentarono dei negoziati sul futuro dei territori occupati. La parte armena si offrì di utilizzare una formula land for status (restituzione dei territori occupati al controllo dell'Azerbaigian in cambio del riconoscimento azero dell'indipendenza del Nagorno-Karabakh e dando garanzie di sicurezza al Nagorno-Karabakh e al corridoio di Laçın), mentre l'Azerbaigian offriva una formula di land for peace (restituzione dei territori occupati all'Azerbaigian in cambio di garanzie di sicurezza con l'Azerbaigian che avrebbe controllato il territorio del Nagorno-Karabakh). I mediatori offrirono un'altra opzione di land for status (restituzione dei territori occupati al controllo dell'Azerbaigian in cambio delle garanzie dell'Azerbaigian di tenere a un certo punto un referendum sullo status del Nagorno-Karabakh).

### Territorio e popolazione

#### Prima della guerra del 2020
Una Missione OSCE d'inchiesta (Fact-Finding Mission) visitò i territori occupati nel 2005 per ispezionare l'attività di insediamento nell'area e riferire i suoi risultati ai Copresidenti del Gruppo OSCE di Minsk. Secondo i dati del FFM, a quel tempo il numero di coloni armeni era il seguente: circa 1.500 nel distretto di Kelbajar, da 800 a 1000 nel distretto di Agdam, meno di 10 nel distretto di Fizuli, sotto i 100 nel distretto di Jebrail, da 700 a 1.000 nel distretto di Zangelan, da 1000 a 1.500 nel distretto di Kubatly e circa 8.000 nel distretto di Lachin. I copresidenti del gruppo di Minsk dell'OSCE, che condussero una missione di valutazione sul campo nei territori occupati dell'Azerbaigian nell'ottobre 2010 riferirono che non vi era stata una crescita significativa demografica dal 2005 e che la popolazione complessiva era stimata approssimativamente in 14.000 persone. Riferirono inoltre che le città e i villaggi esistenti prima del conflitto erano stati abbandonati, erano quasi interamente in rovina, e i coloni armeni vivevano "in condizioni precarie, con scarse infrastrutture, poche attività economiche e con accesso limitato ai servizi pubblici". Negli anni successivi, gli armeni del Libano e della Siria si stabilirono nei territori occupati.
Sulla base della divisione amministrativa e territoriale dell'Azerbaigian, le forze armene controllarono il territorio dei seguenti distretti dell'Azerbaigian dal 1994 al 2020:
| #                                                                                 | Rajon                                                                             | Area totale (km²)                                                                 | Area sotto occupazione armena (km²)                                               | % Area totale sotto occupazione armena                                            | Popolazione totale nel 1989 |
| --------------------------------------------------------------------------------- | --------------------------------------------------------------------------------- | --------------------------------------------------------------------------------- | --------------------------------------------------------------------------------- | --------------------------------------------------------------------------------- | --------------------------- |
| 1                                                                                 | Kalbajar                                                                          | 1936 km²                                                                          | 1.935 km²                                                                         | 100%                                                                              | 43,713                      |
| 2                                                                                 | Lachin                                                                            | 1835 km²                                                                          | 1835 km²                                                                          | 100%                                                                              | 47,339                      |
| 3                                                                                 | Qubadli                                                                           | 802 km²                                                                           | 802 km²                                                                           | 100%                                                                              | 28,110                      |
| 4                                                                                 | Zangilan                                                                          | 707 km²                                                                           | 707 km²                                                                           | 100%                                                                              | 32,698                      |
| 5                                                                                 | Jabrayil                                                                          | 1050 km²                                                                          | 1050 km²                                                                          | 100%                                                                              | 49,156                      |
| Totale della popolazione del 1989 dei territori sotto la piena occupazione armena | Totale della popolazione del 1989 dei territori sotto la piena occupazione armena | Totale della popolazione del 1989 dei territori sotto la piena occupazione armena | Totale della popolazione del 1989 dei territori sotto la piena occupazione armena | Totale della popolazione del 1989 dei territori sotto la piena occupazione armena | 201,016                     |
| 6                                                                                 | Fuzuli                                                                            | 1386 km²                                                                          | 462 km²                                                                           | 33%                                                                               | 89,417                      |
| 7                                                                                 | Agdam                                                                             | 1094 km²                                                                          | 842 km²                                                                           | 77%                                                                               | 131,293                     |
|                                                                                   | Totale                                                                            | 8810 km²                                                                          | 7633 km²                                                                          | 87%                                                                               | 421,726                     |

Il perimetro esterno di questi territori era una linea di contatto diretto tra le forze militari della Repubblica dell'Artsakh e dell'Azerbaigian.
|                                  | Azeri           | Armeni       | Lesgini    | Russi        | Curdi        | Totale  |
| -------------------------------- | --------------- | ------------ | ---------- | ------------ | ------------ | ------- |
| Kalbajar                         | 99,5% (40.329)  | 0,1% (49)    | 0,1%(30)   | 0,1% (46)    | 0,1% (4)     | 40.516  |
| Lachin                           | 94,5% (44.665)  | 0,1% (34)    | 0,1% (23)  | 0,1% (28)    | 5,2% (2.437) | 47.261  |
| Qubadli                          | 95,5% (26.537)  | 0,1% (26)    | 0,1% (21)  | 1,4% (312)   | 0            | 26.673  |
| Jabrayil                         | 98,5% (42.415)  | 0,1% (41)    | 0,1% (33)  | 1% (434)     | 0            | 43.047  |
| Zangilan                         | 97,6% (28.685)  | 0,1% (35)    | 0,1% (19)  | 2,0% (590)   | 0            | 29.377  |
| Totale dell'occupazione completa | 97,7% (182.631) | 0,1% (185)   | 0,1% (126) | 0,7% (1.410) | 1,3% (2.441) | 186.874 |
|                                  |                 |              |            |              |              |         |
| Fuzuli                           | 96,6% (73.464)  | 1,1% (833)   | 0,1% (39)  | 2,0% (1.544) | 0            | 76.013  |
| Agdam                            | 99% (107.493)   | 0,4% (387)   | 0,1% (95)  | 0,4% (398)   | 0            | 108.554 |
| Totale dell'occupazione parziale | 98% (180.957)   | 0,7% (1.220) | 0,1% (134) | 1,1% (1.942) | 0            | 184.567 |
|                                  |                 |              |            |              |              |         |
| Totale                           | 97,9% (363.588) | 0,4% (1.405) | 0,1% (260) | 0,9% (3.352) | 0,7% (2.441) | 371.441 |

#### Guerra del 2020
Il 27 settembre 2020 scoppiò una guerra nel Nagorno-Karabakh, a seguito di scontri avvenuti al confine tra Armenia e Azerbaigian nel luglio 2020. Migliaia di azeri manifestarono in risposta per la guerra contro l'Armenia, con la Turchia che fece propaganda a sostegno dell'Azerbaigian. Le forze azere avviarono le operazioni belliche lungo il fiume Aras lo stesso giorno, con avanzamenti nei distretti di Jabrayil e Fuzuli, e con l'obiettivo iniziale di prendere il controllo delle città di Jabrayil e Fuzuli. Le autorità azere affermarono di aver preso una vetta nella catena del Murovdag nel distretto di Kalbajar. Affermarono poi che le forze azere avevano preso il controllo effettivo dell'autostrada Vardenis-Martakert/Aghdara che collegava il Nagorno-Karabakh e l'Armenia. Il 23 ottobre gli scontri si riversarono a Qubadli, con l'obiettivo sospetto di prendere il controllo del corridoio di Lachin. Due giorni dopo, le forze azere avevano preso il controllo di Qubadli, il centro amministrativo dell'omonimo distretto; l'Azerbaigian rilasciò un filmato di conferma. Le forze azere entrarono presto nel distretto di Lachin, con il suo centro amministrativo, Laçın, venendo costantemente bombardato fino alla fine del conflitto.
Tre cessate il fuoco mediati da Russia, Francia e Stati Uniti non riuscirono a fermare i combattimenti. Dopo la cattura di Shusha, il secondo più grande insediamento nel Nagorno Karabakh, fu firmato un accordo di cessate il fuoco tra il presidente dell'Azerbaigian, Ilham Aliyev, il primo ministro dell'Armenia, Nikol Pashinyan, e il presidente della Russia, Vladimir Putin, che pose fine a tutte ostilità nell'area dalle 00:00 del 10 novembre 2020, ora di Mosca. Anche il presidente dell'Artsakh, Arayik Harutyunyan, accettò di porre fine alle ostilità. In base all'accordo, che viene applicato dalle forze di pace russe con un mandato iniziale di 5 anni, gli ex combattenti avrebbero mantenuto il controllo delle aree attualmente detenute all'interno del Nagorno Karabakh, mentre l'Armenia avrebbe restituito all'Azerbaigian i territori circostanti occupati nel 1994. Secondo l'accordo inoltre l'Azerbaigian guadagnerà anche un corridoio in territorio armeno per fornire l'accesso diretto alla sua exclave di Nakhchivan al confine con la Turchia e l'Iran.
Ritorno all'Azerbaigian

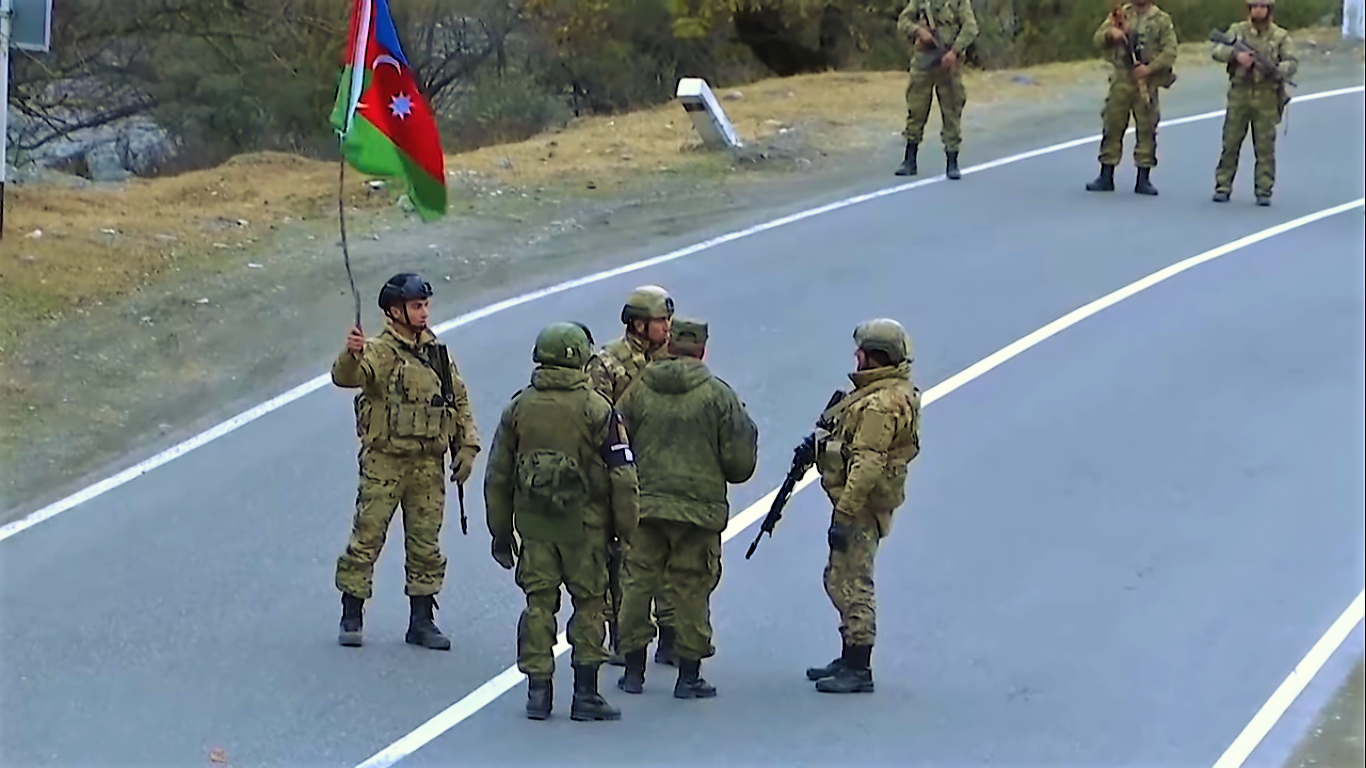
Forze di pace russe e personale militare azero a Kalbajar.

Secondo quanto riportato prima del trasferimento del distretto di Kalbajar dall'Artsakh all'Azerbaigian in base ai termini dell'accordo di cessate il fuoco, gli armeni etnici bruciarono le loro case, molte delle quali un tempo erano abitate da azeri, per impedire che venissero riabitate dagli azeri. Il distretto era stato abitato principalmente da azeri etnici prima della prima guerra del Nagorno-Karabakh ed era stato ripopolato da cittadini armeni dopo il conflitto. Alcuni armeni portarono con sé i resti dei loro parenti morti, e Reuters riferì che gli abitanti del villaggio "portavano via tutto ciò che potevano mentre i camion nelle vicinanze caricavano gli oggetti domestici". Il 13 novembre emersero notizie di incendi di case e il 15 novembre l'Agence France-Presse riferì che a Charektar almeno sei case erano state date alle fiamme. La BBC Russian Service riferì che le case stavano bruciando anche nella vicina Dadivank e in altri villaggi lungo la strada. Gli armeni in fuga stavano anche segando alberi in massa, portando la legna da ardere in Armenia. L'Azerbaigian denunciò i civili che lasciavano l'area per aver bruciato le case e aver commesso ciò che definì "terrore ecologico"; il presidente Ilham Aliyev definì gli armeni che distrussero le loro proprietà come un "nemico selvaggio". Su richiesta dell'Armenia, l'Azerbaigian prorogò di 10 giorni, fino al 25 novembre, il termine entro il quale gli armeni dovevano lasciare completamente il distretto di Kalbajar. L'ufficio presidenziale dell'Azerbaigian, quando decise di prolungare la scadenza, dichiarò di aver preso in considerazione il peggioramento del tempo e il fatto che vi fosse solo una strada per l'Armenia.
Il primo distretto ad essere consegnato all'Azerbaigian fu il distretto di Agdam, il 20 novembre. Prima del trasferimento del controllo, anche gli armeni che vivevano nel distretto di Agdam diedero fuoco alle loro case, e il 19 novembre l'Agence France-Presse riferì che i soldati armeni avevano distrutto il loro quartier generale ad Agdam. Agdam era una città prevalentemente azera fino alla battaglia del 1993 sulla città, e in seguito divenne una città fantasma, etichettata come l'Hiroshima del Caucaso. l'Associated Press riferì che la moschea di Ağdam, che era vandalizzata con graffiti e adibita a stalla per bovini e suini, era l'unico edificio strutturalmente intero del paese. Inoltre, il 30 novembre, il fotoreporter azero franco-iraniano Reza Deghati riferì che le forze armene, prima di cedere la regione, avevano saccheggiato e bruciato una moschea del XVIII secolo, che usavano come stalla per le mucche, a Qiyasli, Agdam. Rustam Muradov, comandante della task force russa di mantenimento della pace nella regione, dichiarò che l'operazione di consegna era stata eseguita senza incidenti. Il trasferimento fu celebrato a Baku, dove le auto sfilarono per la città con bandiere azere, russe e turche. Il 24 novembre, con il permesso dell'esercito azero, alcuni armeni tornarono a Gülablı per raccogliere i loro vestiti e fu loro offerta la residenza ad Agdam come cittadini azeri. Il 22 novembre, l'esercito azero riferì di aver disinnescato più di 150 mine nel distretto.
Il 25 novembre, Kalbajar divenne il secondo distretto a essere restituito all'Azerbaigian. Le forze armene fecero esplodere il loro quartier generale prima di tornare nel distretto. Il presidente dell'Azerbaigian, Ilham Aliyev, promise di ricostruire e di far rivivere il distretto di Kalbajar, e l'evento fu anche celebrato da una manifestazione a Baku. Anche gli sfollati azeri di Kalbajar che si erano stabiliti a Ganja celebrarono l'occasione. Il ministero azero dell'ecologia e delle risorse naturali dichiarò che avrebbe valutato i giacimenti minerari del distretto di Kalbajar per calcolare "l'entità dei danni causati all'Azerbaigian".
Il 26 novembre, i media armeni riferirono che un gruppo di 250 soldati azeri era arrivato alla miniera d'oro di Sotk, uno dei più grandi giacimenti d'oro del Caucaso meridionale, posta al confine tra il distretto di Kalbajar e la provincia di Gegharkunik in Armenia, e ne chiesero la consegna, stabilendo una postazione militare presso la miniera. Il ministero della Difesa armeno confutò questo resoconto, affermando che le forze azere, avendo trovato inaccettabile un posto di blocco al confine armeno, contattarono la parte armena tramite altoparlante e negoziarono con le forze di pace russe sulla questione. Le autorità armene e azere iniziarono a delimitare il confine lo stesso giorno. Le autorità militari armene affermarono poi che metà dell'area mineraria era stata ceduta all'Azerbaigian.
Il distretto di Lachin, era una regione popolata prevalentemente da azeri e curdi prima della sua occupazione da parte delle forze armate armene nel 1992, che portarono la sua popolazione a fuggire e con il suo centro amministrativo Lachin, che era stata bruciato e poi reinsediato da migranti di etnia armena dall'Armenia. In vista del trasferimento del distretto, alcuni armeni etnici fuggirono dalla città di Lachin, nonostante la supervisione russa sul corridoio di terra che attraversa la città e che collega il Nagorno Karabakh con l'Armenia. Le forze di pace russe stabilirono anche una postazione in una città precedentemente chiamata Zabukh dagli azeri locali prima che fosse distrutta nel 1992, ma in seguito sulle rovine fu costruito un villaggio abitato da libanesi-armeni. Dal 27 novembre, citando l'autoproclamato sindaco della città, Narek Aleksanyan, che invitò la popolazione di etnia armena a fuggire dalla regione, i media armeni affermarono che "l'accordo era stato modificato", aggiungendo che Lachin, Sus e Zabukh non sarebbero stati consegnati all'Azerbaigian. Queste affermazioni furono confutate dal presidente del Centro per la ricerca sociale con sede in Azerbaigian, il deputato Zahid Oruj. Secondo il corrispondente della BBC Russian Service, Yuri Vekdik, nonostante le chiamate di Aleksanyan, la stragrande maggioranza dei coloni armeni a Lachin, così come gli armeni libanesi a Zabux, erano fuggiti dalla regione. Il 1º dicembre, le forze azere, con carri armati e una colonna di camion, entrarono nel distretto e il Ministero della Difesa azero rilasciò filmati dalla città di Lachin. Le autorità azere dichiararono che il distretto aveva subito "grandi danni nel corso degli anni", mentre era amministrato dalla Repubblica di Artsakh come provincia del Kashatagh.

## Status giuridico
Durante la prima guerra del Nagorno-Karabakh, il Consiglio di sicurezza delle Nazioni Unite ha adottato quattro risoluzioni che chiedevano il ritiro delle forze di occupazione dai territori intorno al Nagorno Karabakh. Nel 2008, l'Assemblea generale delle Nazioni Unite ha approvato la risoluzione 62/243 con 39 a 7, chiedendo il ritiro delle forze armene dai territori occupati di Azerbaigian.
- Secondo il diritto internazionale, i 7 distretti adiacenti erano territori occupati dell'Azerbaigian.[81]
- Dal punto di vista del Nagorno Karabakh, i 7 distretti occupati erano il territorio dell'Azerbaigian temporaneamente occupato dall'Esercito di difesa dell'Artsakh come "cintura di sicurezza" fino alla fornitura di garanzie di sicurezza per il Nagorno Karabakh e all'istituzione del controllo sull'intero territorio rivendicato dal Nagorno Karabakh, a eccezione del corridoio di Lachin, punto di collegamento tra il Nagorno Karabakh e l'Armenia (che la Repubblica dell'Artsakh aveva dichiarato di non voler restituire a causa della sua importanza strategica).[82][83] Tuttavia, i territori occupati furono dichiarati inclusi nel sistema territoriale amministrativo del Nagorno Karabakh come parti dei suoi distretti.[84]